# 龙眼润楠
龙眼润楠（学名：Machilus oculodracontis）为樟科润楠属下的一个种。

## 扩展阅读
- 維基物種上的相關：龙眼润楠